# NGC 59
NGC 59 è una piccola galassia lenticolare situata nella costellazione della Balena. È stata scoperta il 10 novembre 1885 dall'astronomo americano Ormond Stone.
La galassia presenta una larga riga a 21 cm dell'idrogeno neutro.
Dista 17 milioni di anni luce dal nostro Sistema Solare, e probabilmente fa parte del Gruppo dello Scultore o del Gruppo di NGC 45 assieme a NGC 45 e NGC 24.
Le tre misure di distanza finora effettuate, non basate sul redshift, danno un valore di 4.860 parsec, che è al di fuori della distanza di Hubble.